# فرایند مرجع
فرایند مرجع در علوم کتابداری و اطلاع‌رسانی فرایندی است که در «میز مرجع» انجام می‌گیرد و مرجع‌شناسی، پرسش و پاسخ مرجع را دربرمی‌گیرد.

## روند (procedure)
کاری است که دارای مراحل اجرایی متعدد است به گونه‌ای که با انجام هر مرحله، گام مشخص بعد امکان‌پذیر می‌شود.

## فرایند(process)
فرایند کاری است که دارای مراحل متعدد و پیچیده‌است به گونه‌ای که در هر مرحله مراحل یا گزینه‌های متعدد پیش رو خواهد بود و امکان بازگشت به مراحل قبلی هم وجود دارد.

## تعریف فرایند مرجع
مجموعه فعالیت‌هایی که با پرسشی از سوی مراجعه‌کننده آغاز می‌شود و با ارائه پاسخی درست و مناسب از سوی کتابدار مرجع به پایان می‌رسد.

## پرسش مرجع
مهم‌ترین بخش فرایند مرجع را آگاهی یافتن کتابدار مرجع از نیاز مراجعه‌کننده به اطلاعات تشکیل می‌دهد که در قالب سؤال مطرح می‌گردد (مرادی، ۱۳۷۲، ص۱۶). پرسش مرجع از سوی مراجعه‌کننده کتابخانه مطرح می‌شود و کتابداران با استفاده از منابع مرجع و فنون پاسخ یابی، منابع یا پاسخهایی برای آن‌ها تهیه می‌کنند.
دسته‌بندی پرسش‌های مرجع
برای دسته‌بندی پرسش مرجع سه نوع روش مختلف وجود دارد:
روش اول:براساس منبع
روش دوم:براساس موضوع
روش سوم:بر اساس شکل
به‌طور کلی پرسش‌های مرجع به دو حالت بیان می‌شود:
1. کاربر منبع شناخته شده‌ای را درخواست می‌کند. این درخواست معمولاً برای سند، کتاب، مقاله، فیلم یا منبع خاص مشخص دیگری است که می‌توان آن را با بیان ویژگی‌های خاصی نظیرمولف، عنوان یا منبعی شناسایی کرد. کتابدار صرفاً باید منبع مورد نیاز را از طریق فهرست، نمایه، کتابشناسی یا یک منبع مشابه مکان‌یابی کند و اغلب تمام این‌ها نیز در یک پایانه رایانه‌ای کاوش می‌شوند.
2. کاربر بدون آگاهی از منبعی خاص، اطلاعات درخواست می‌کند. چنین پرسشی مصاحبه مرجع را به دنبال خواهد داشت که در ارائه خدمات مرجع حائز اهمیت است. (کتس، ۱۳۸۶، ص ۱۷).

### انواع پرسشهای مرجع
سؤالات مرجع را می‌توان به صورت ظریف‌تر به چهار دسته تقسیم کرد:
1. راهنما. «فهرست کجاست؟» «نمایه‌ها کجا هستند؟» زمان مورد نیاز برای پاسخ به چنین سؤالاتی چندان قابل توجه نیست، اما پرسش‌های راهنما می‌تواند بین ۳۰ تا ۵۰ درصد از سؤالاتی را که در روز از یک کتابدار پرسیده می‌شود دربرمی‌گیرد. درصد ارائه شده در کتابخانه‌های گوناگون متفاوت است.
2. مرجع آماده. «نام فرماندار آلاسکا چیست؟» «طول رودخانه آمازون چقدر است؟» این پرسش‌ها از پرسش‌های معمول مرجع آماده یا داده‌ای است که به یک پاسخ مشخص، صریح و معمولاً ساده نیاز دارد. اطلاعات مورد درخواست معمولاً بدون سختی در آثار مرجع استاندارد، از دائرةالمعارف‌ها تا سالنامه‌ها و نمایه‌ها یافت می‌شود. به بسیاری از این آثار می‌توان در یک پایانه رایانه‌ای دسترسی یافت. حدود ۵۰ تا ۶۰ درصد سؤالاتی که در یک کتابخانه عمومی پرسیده می‌شود از این نوع هستند.
3. سؤالات خاص کاوش. «تفاوت بین نگرش‌های محافظه کارانه و لیبرال در مورد تورم و بیکاری چیست؟» «آیا مطلبی در مورد تاریخچه انرژی اتمی دارید؟» تفاوت اصلی بین سؤالات خاص کاوش و مرجع آماده مهم است. پرسش‌های مرجع آماده را می‌توان با جواب‌های کوتاه از منابع مرجع پاسخ داد. پاسخ‌های خاص کاوش تقریباً همیشه به ارائه سندی، فهرستی از استنادات، کتابی، گزارشی، سایتی اینترنتی و غیره به کاربر منتهی می‌شود. این پرسش اغلب جستجوی کتابشناختی نامیده می‌شود، چرا که پرسشگر به یک ابزار کتابشناختی نظیر فهرست، نمایه یا کتابشناسی ارجاع داده می‌شود. سؤالات خاص کاوش در کتابخانه‌های دانشگاهی، مدارس و تخصصی، درصد بیشتری از کل سؤالات را به خود اختصاص می‌دهند.
4. پژوهشی. تقریباً هر یک از انواع سؤالات مطرح شده در بخش کاوش‌های خاص می‌تواند به سؤالات پژوهشی تبدیل شود. پرسش پژوهشی معمولاً پرسشی است که از سوی متخصص بزرگسالی مطرح می‌شود که به دنبال اطلاعات مفصلی در یک حوزه کاری خاص است. درخواست می‌تواند از یک استاد، مدیر تجاری، دانشمند یا فردی دیگر ارائه شود که برای یک تصمیم یا اطلاعات اضافی دربارهٔ یک مسئله به داده‌هایی نیاز دارد. این نوع جستجو، به استثنای برخی کتابخانه‌های دانشگاهی و تخصصی، بخش ناچیزی از کل خدمات مرجع در کتابخانه‌هاست. (کتس، ۱۳۸۶، ص ۱۶–۱۸)

انواع پرسش‌ها را می‌توان به شکل دیگری نیز طبقه‌بندی کرد:

## پرسش‌های واقعیت خواه
پرسش‌هایی که در جستجوی واقعیت‌ها هستند بیشترین نوع از پرسش‌هایی هستند که در بخش مرجع کتابخانه مطرح می‌شوند. در این مورد مراجعه‌کننده در پی اطلاع دربارهٔ تک واقعیتی است که تصور می‌شود در عالم مادی یا معنوی وجود دارد؛ مثلاً «متن سرود ملی جمهوری اسلامی ایران چند خط دارد؟» «چه کسی گفت است شهرت، شهرت می‌آورد؟» در این موارد، مراجعه‌کننده فقط به دنبال واقعیت است. او به دنبال یک نام، آدرس، متن، شعر، مکان، شیوه انجام کار و … است. دو جنبه با اهمیت در مورد این گونه پرسشها: ۱) یافتن پاسخ درست ۲) در مدت زمان محدود است تا هم بتوان رضایت این گونه مراجعان را فراهم آورد و هم‌زمان کافی در اختیار داشت تا به مراجعانی که به وقت زیادتری نیاز دارند پرداخت. (دیانی، ۱۳۸۵، ص ۳۹–۴۰)

## پرسش‌های موضوع خواه
گاه مراجعه‌کننده، خواهان اطلاعاتی دربارهٔ موضوعی مشخص است و نه تک پاسخی به پرسشی مشخص. در این موارد آنچه که مراجعه‌کننده می‌طلبد چیزی مشابه یا همسطح مقاله دائرةالمعارفی است؛ یعنی مراجعه‌کننده می‌خواهد که با مطالعه چند پاراگراف که موضوع را توضیح می‌دهد، به پاسخی مناسب دست یابد؛ مثلاً «ماشین چغندرکنی چگونه کارمی کند؟» «اتحادیه اروپا چگونه شکل گرفت؟» در این موارد نیز مراجعه‌کننده خواهان اطلاعاتی نسبتاً گسترده‌تر از پاسخ‌های ساده به پرسش‌های واقعیت‌جو است. (دیانی، ۱۳۸۵، ص ۴۲)

## پرسش‌های منبع خواه
گاه مراجعه‌کننده در پی نگاشتن مقاله‌ای برای کلاس یا پرداختن به پژوهشی مستقل است و برای شروع به کمک نیاز دارد. مراجعه‌کننده ممکن است با پرسش‌های خاص به کتابدار رجوع کند، اما، آنچه که واقعاً به آن نیاز دارد این است که شما منابع در دسترس و شیوه استفاده از آن‌ها را به او نشان دهید. نکته مهم در این شرایط تبادل کافی اطلاعات است؛ یعنی، کتابدار با مراجعه‌کننده باید با یکدیگر به گفتگو بپردازند تا اطمینان حاصل شود که درک درستی از طبیعت پژوهش و استفاده از منابع برای هر دو (پرسشگر و کتابدار) به وجود آمده‌است. (دیانی، ۱۳۸۵، ص ۴۴)

## پرسش‌های مسئله دار
برخی پرسش‌ها نه به این دلیل که پاسخ دهی به آن‌ها دشوار است، بلکه از این جهت که شیوه پاسخ دهی به آن‌ها تابعی است از سیاست‌ها و خط مشی‌های کتابخانه، پرسش‌های مسئله دار شناخته می‌شوند. این گونه پرسش‌ها معمولاً در همایش‌های حرفه‌ای و در گروه‌های بحث الکترونیکی مطرح و مورد بحث قرار می‌گیرند.
این گونه پرسش‌ها مدت‌هاست که در مباحث مربوط به پرسش‌های تلفنی از کتابدار مرجع مطرح می‌باشند. پرسشگری از کتابدار می‌خواهد که شماره تلفنی را مورد جستجو قراردهد و نام و آدرس دارنده آن شماره تلفن را به او اعلام دارد. یا مراجعه‌کننده، که احتمالاً دانشجوست، مایل است که کتابدار به جای وی به جستجوی اطلاعاتی بپردازد که به عنوان تکلیف درسی توسط استاد از خود او خواسته شده‌است. این مورد به ویژه در کتابخانه‌های دانشگاهی که برای خدمات از رویکرد ارشادی، یعنی هدایت مراجعان به مواد مورد نیاز، پیروی می‌کنند مسئله ساز است. پرسش‌های پزشکی و حقوقی نیز به ویژه در کتابخانه‌های عمومی، می‌توانند بالقوه، پرسش‌های مسئله دار تلقی شوند. (دیانی، ۱۳۸۵، ص ۴۴–۴۵)
پرسش‌های معما گونه
پرسش‌های معما گونه، پرسشهایی هستند که حالت معما دارند. مواردی از آن‌ها در زبان روزمره با پرسش‌های من چیستم مطرح می‌شود؛ مثلاً «کدام یک اول وجود داشته‌است مرغ یا تخم مرغ ؟» «این چیه که من میرم اون می‌مونه؟» گاه این پرسش‌ها، علمی نیز هستند، مثلاً «آیا اگر حرارت از بالا به آب برسد، آب خواهد جوشید؟» «چرا در برخی ساعت‌ها به جای شماره ۴ شماره (IV) یونانی از IIII استفاده شده‌است؟» در مورد این پرسش‌ها کتابدار بر دو صفت خود صبوری وفن دانی تکیه می‌کند. بیشترین پرسش‌های معما گونه به فراوانی در مکالمات روزمره مردم رد و بدل می‌شوند و کتابدار با تجربه با آن‌ها آشنایی دارد. نیز این پرسش‌ها و پاسخ آن‌ها در کتاب‌هایی با نام چیستان‌ها گردآوری شده‌اند. (دیانی، ۱۳۸۵، ص ۴۶–۴۷)

## پرسش‌های مسابقات و تبلیغات
ممکن است کتابداران دریابند که در محدوده زمانی مشخص، پرسشی واحد توسط تعداد قابل توجهی از مراجعان به کتابخانه یا در تلفنهایی که به کتابدار مرجع می‌شود، مطرح می‌شود. در چنین شرایطی کتابداران اطمینان می‌یابند که این هجوم یکباره نمی‌تواند تصادفی باشد و احتمالاً مسابقه‌ای رادیویی، تلویزیونی، روزنامه‌ای، تبلیغاتی، موجب این جریان شده‌است؛ مثلاً «شلوار شاهزاده در مراسم جشن فیلم ویدئویی سیندرلا چه رنگی شده‌است؟» «به دلیل به بازار آمدن کدام نوع لاستیک، کاسبی که کار پنچرگیری لاستیکها را بر عهده داشت مجبور شد که مغازه خود را تعطیل کند؟» گاه پرسش‌های مسابقه‌ها، ساده هستند و گاه عمداً دشوار طرح شده‌اند. (دیانی، ۱۳۸۵، ص ۴۷)

## تکالیف درسی
نوع دیگر پرسش‌هایی که از کتابدار مرجع پرسیده می‌شود پرسش‌هایی است که در پیوند با تکالیف درسی ارائه شده‌است. رویکرد اساسی در این مورد این است که کتابدار، مراجعه‌کننده را برای شروع جستجو یاری کند، اما جستجوی واقعی را خود مراجعه‌کننده انجام دهد. (دیانی، ۱۳۸۵، ص ۴۸)

### مفاهیم سئوالات مرجع
سؤال را می‌توان بر اساس پیش فرض‌های مفهومی آن‌ها به هشت گروه تقسیم کرد:
1. وجود: آیا «الف» وجود دارد؟ آیا درمانی برای بیماری سرطان وجود دارد.
2. هویت: «الف» کیست؟ نام رئیس اول مجلس خبرگان چه بود؟
3. مالکیت، خصلت: «الف» دارای چیست؟ گل زنبق چه بویی دارد؟
4. رابطه: «الف» چه رابطه‌ای با «ب» دارد؟ ورزش چه تأثیری بر سلامت جسم دارد؟
5. تعداد یا مقدار: چند «الف» «ب» است؟ چند هتل درجه یک در اصفهان وجود دارد؟
6. مکان: «الف» کجاست؟ در کدام دانشگاه ایران آمار در سطح فوق لیسانس تدریس می‌شود؟
7. زمان: «الف» چه وقت است؟ نیمسال دوم تحصیلی دانشگاه اهواز در چه تاریخی به پایان می‌رسد؟
8. فعل: «الف» چه می‌کند؟ یا «الف» چه می‌شود؟ دولت برای بهبود وضع کشاورزی چه برنامه‌ای را در دست اجرا دارد؟ (جهودا، ۱۳۷۷، ص ۸۴–۸۷)

## پاسخ مرجع
هرتلاشی که کتابدار مرجع برای یافتن پاسخ مراجعه‌کننده به کار می‌گیرد و هر راهنمایی مستقیم و غیرمستقیم که توسط کتابدار برای هدایت استفاده‌کننده اعم از حضوری و غیرحضوری صورت می‌گیرد، خدمت مرجع نامیده می‌شود.

### گزینش پاسخ
- پاسخ مناسب دارای دو ویژگی است: درستی و جامعیت.
- درستی پاسخ به صحت اطلاعات فراهم آمده بستگی دارد و پاسخ جامع پاسخی است که تمام اطلاعات اساسی مربوط به پرسش را دربرداشته باشد.

### کامل بودن پاسخ
پاسخ کامل پاسخی است که شامل:
1. فراهم آوردن کلیه پاسخهای درست
2. تعبیر و تفسیر پاسخ
3. مستند ساختن پاسخ

### خلاصه
در هر مرحله از پاسخ دهی ممکن است خطاهای زیادی رخ دهد که به ارائه پاسخی غیر رضایت بخش بینجامد.
- بعضی ازخطاهای که ممکن است در مراحل پاسخ دهی رخ دهد عبارت اند از: ۱) خطاهای که ممکن است در مرحله قبل از گزینش پاسخ رخ دهد مثلاً گزینش پیام. ۲) خطاهای که ممکن است در مرحله گزینش پاسخ یا در انتقال پاسخ رخ دهد که مهم‌ترین آن‌ها تفسیر نادرست اطلاعات است.[۲]

## کتابدار مرجع
کتابدار مرجع کتابداری است که در بخش مرجع کار می‌کند و وظیفه او پاسخگویی به سؤالات مرجع است.

### ویژگی‌های اخلاقی کتابدار مرجع
1. شوخ‌طبعی
2. تعهد
3. مردم دوستی
4. حافظه خوب
5. قوه تخیل و خلاقیت
6. صبوری و پایداری
7. انرژی و استقامت جسمانی
8. توانایی پرش به موقع از یک موضوع به موضوع دیگر (جنریش، ۱۳۷۳٬۳۳–۳۷)

### دیگر ویژگی‌های اخلاقی کتابدار مرجع
در تلاشی برای فراهم کردن دستورالعمل‌های خاص جهت کتابداران و حرفه‌ای‌های اطلاع‌رسانی جهت فرایند پیچیده مرجع، رئیس بخش خدمات مرجع بزرگسالان ALA در سال ۱۹۹۲ کمیته‌ای برای تهیه رهنمون‌های رفتاری خدمات مرجع و اطلاع‌رسانی ایجاد کرد. این کمیته خصوصیات رفتاری قابل مشاهده‌ای را که در ایجاد نگرش مراجعان مؤثر بودند، تعیین کرد. این خصایص شامل خوشرویی، علاقه، گوش دادن، دوباره پرسیدن، جستجو و پیگیری کردن است. این رهنمون‌ها در وهله اول برای رسیدگی به مواردی که کاربر و کتابدار رو در رو با هم کار می‌کنند، طراحی شده‌است، در حالیکه بسیاری از این رهنمون‌ها برای تعاملات دیگر مرجع نیز مناسب هستند. (رحیمی، ۱۳۸۶)
چارلز پاترسن در مقاله خود با عنوان «شخصیت، دانش و کتابدار مرجع» فهرستی از صفات مهم کتابدار مرجع خوب را که در چند مقاله متفاوت معرفی شده بود یکجا معرفی کرد. تعدادی از این صفات عبارتند از حافظه خوب، نظم، دقت، نبوغ، ذهنی تفتیشگر، ذهنی منطقی، شخصیتی صریح، توانائی در تعامل و اشتیاق، کمک به مردم. (جنریش، ۱۳۷۳٬۳۳)

### اطلاعات مورد نیاز کتابدار
مواردی که اطلاعات مورد نیاز کتابدار مرجع را تأمین می‌کنند، تا به سؤالات مراجعه‌کننده پاسخ دهند عبارت است از:
- تعیین موضوع
- هدف و انگیزه
- ویژگی خاص پرسش
- ارتباط پرسش درخواست شده با سابقه ثبت شده
- پاسخ‌های پیش‌بینی شده یا قابل قبول[۳]

### رفتارهای پیشنهادی برای کتابداران مرجع
- با وقار و آماده جذب کردن مراجعان باشید و مشغول خواندن، گفتگو با همکاران یا دیگر فعالیت‌ها نباشید که منجر به کاهش مراجعه می‌شود.
- هنگام صحبت کردن و گوش دادن به مراجعه‌کننده نگاه کنید و ارتباط چشمی با او برقرار کنید.
- حضور مراجعه‌کننده را از طریق لبخند یا حالت راحت جسمانی تأیید و تصدیق کنید.
- مراجعه‌کننده را از طریق استفاده از واژه‌های دوستانه به منظور آغاز محاوره همراهی کنید یا از طریق بلند شدن، جلو رفتن یا نزدیک شدن سعی در جلب او داشته باشید.
- دیگر مراجعان منتظر را پذیرا باشید.
- تا حد امکان خود را در معرض دید کاربران قرار دهید.
- در اطراف میز مرجع بگردید تا در صورت نیاز به ارائه کمک بپردازید.
- علائمی مبنی بر فهم نیاز مراجعه‌کننده را از طریق تأییدات کلامی یا غیر کلامی مثل تکان دادن سر یا اظهار نظر کوتاهی از خود بروز دهید.
- در طول فرایند مرجع آرام باشید و عجله نکنید.
- تمرکز و توجه خود را معطوف به مراجعه‌کننده نمایید.
- با حالتی محترمانه، صمیمی و مشوقانه ارتباط برقرار کنید.
- به کاربر اجازه دهید تا به‌طور کامل نیاز اطلاعاتیش را با کلمات خود بیان کند.
- در جستجوی روشن کردن اصطلاحات گیج‌کننده باشید و از به کار بردن اصطلاحات خاص کتابداری خودداری کنید.
- بیطرفی را حفظ کنید و از مطرح کردن ارزش‌های قضاوتی در مورد سؤال یا ماهیت آن خودداری کنید.

مراجعه‌کننده را برای ارائه نظر تشویق کنید.
- ترتیب جستجو را برای مراجعه‌کننده شرح دهید.
- با مراجعه‌کننده همراهی کنید (حداقل در مراحل اولیه جستجو).
- از مراجعه‌کننده در مورد نیاز به اطلاعات اضافی، پس از بازیابی نتایج اولیه، سؤال کنید.
- از مراجعه‌کننده در مورد اینکه سؤال به‌طور کامل پاسخ داده شده، سؤال بپرسید. (رحیمی، ۱۳۸۶)